# Mahindra XUV700
Mahindra XUV700 ― компактний кросовер, що випускається індійським автовиробником Mahindra & Mahindra. 
Представлений у серпні 2021 року, автомобіль позиціонується як заміна XUV500.

## Огляд

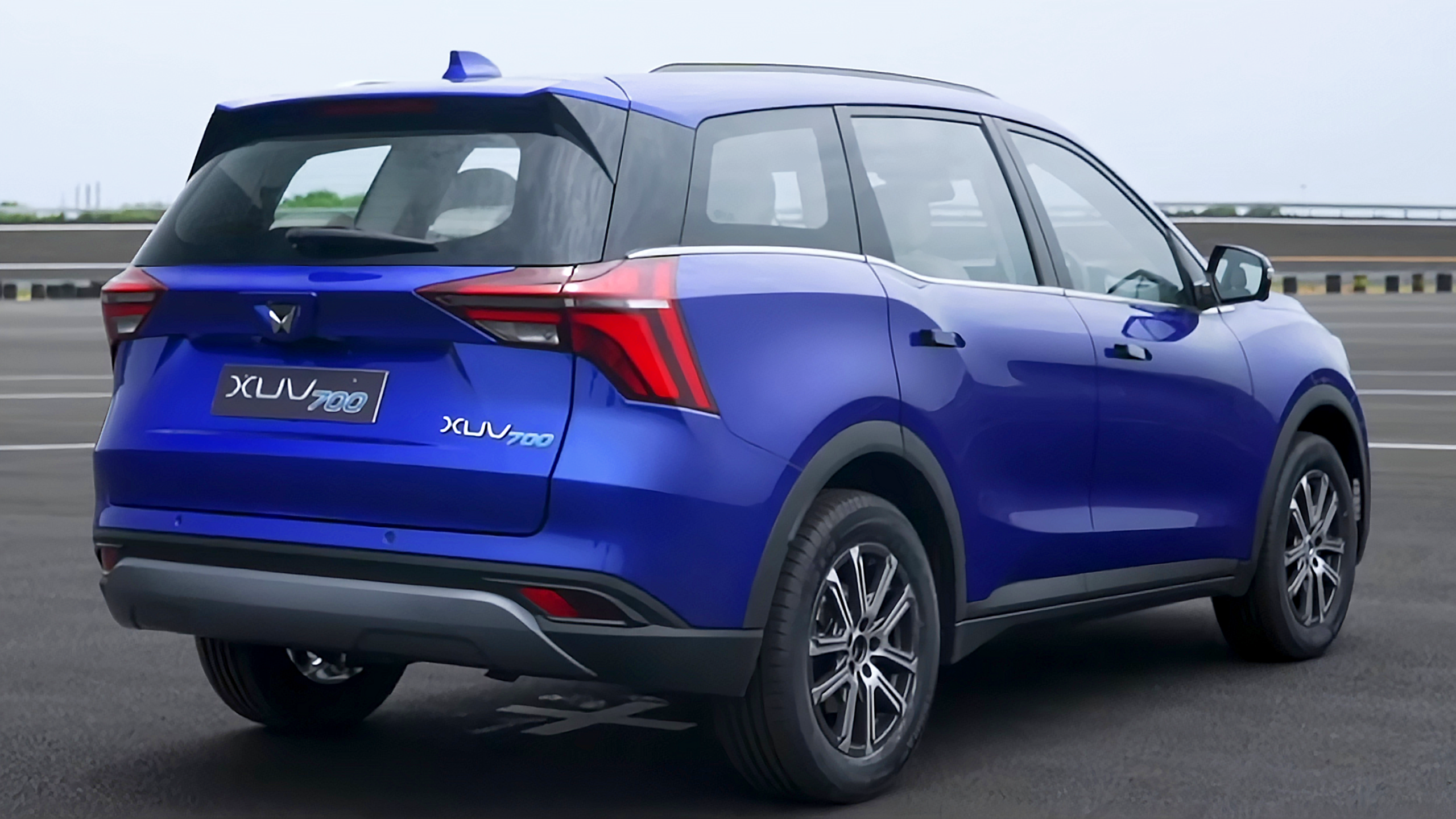

Автомобіль був представлений в Індії 14 серпня 2021 р. Спочатку XUV700 був розроблений як друге покоління XUV500, однак компанія Mahindra вирішила перепозиціонувати модельний ряд у зв'язку з планом розширення свого портфоліо позашляховиків. Це перша модель, яка використовує новий логотип Mahindra, зарезервований для позашляховиків.

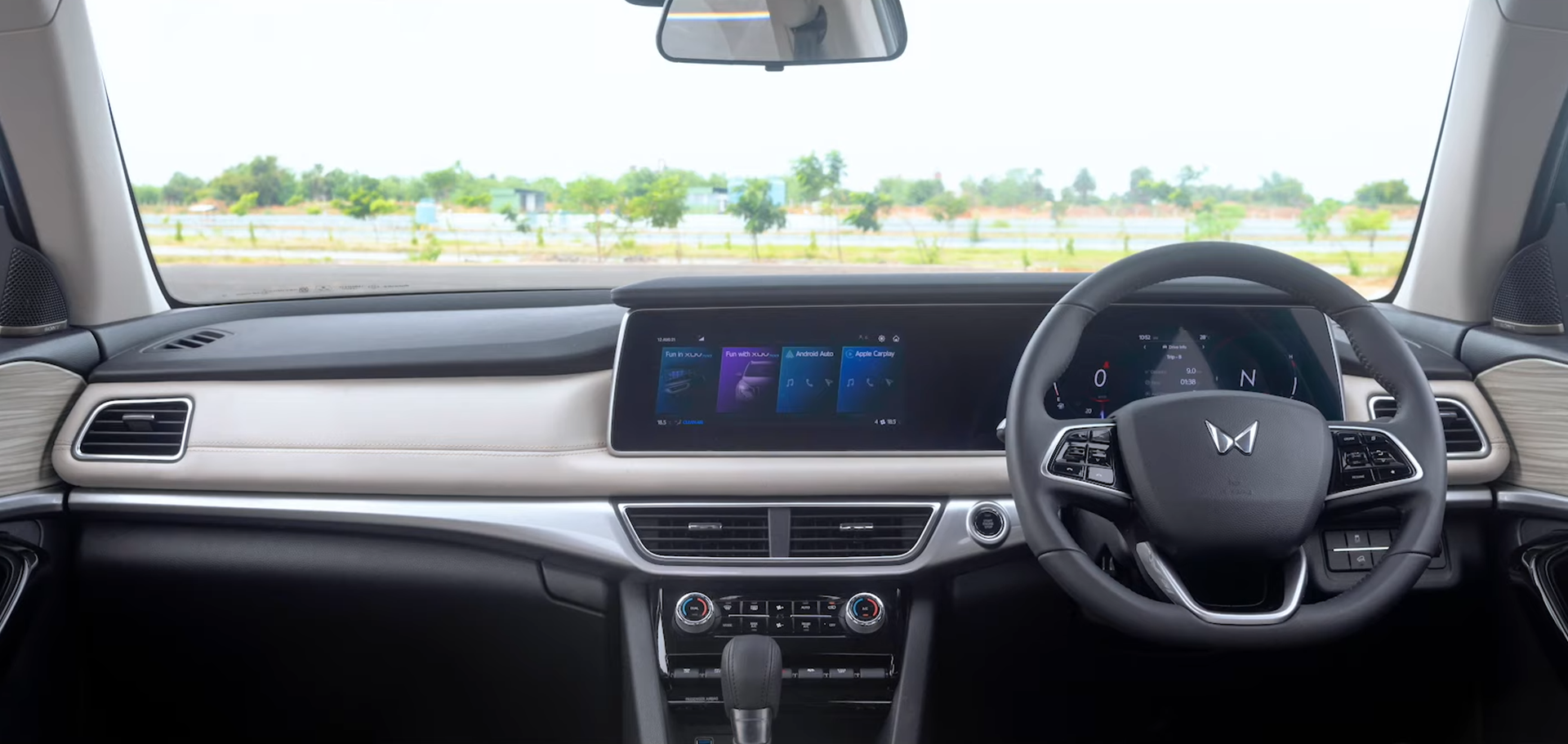

В Індії XUV700 доступний у двох серіях - MX та AdrenoX (AX). Серія MX має єдину комплектацію MX, тоді як серія AdrenoX складається з чотирьох комплектацій: AX3, AX5, AX7 і AX7L. Серія AdrenoX оснащена однойменною системою AdrenoX, голосовою командою на базі Amazon Alexa. Доступні як 5-місні, так і 7-місні конфігурації. Топовий варіант також оснащений передовою системою допомоги водієві (ADAS), адаптованою до індійських дорожніх умов, що робить його першим продуктом Mahindra, який отримав автономну технологію 1-го рівня. Варіанти включають MX, AX3, AX5, AX7 і AX7L, яка є топовою моделлю.
XUV700 надійшов у продаж в Австралії в червні 2023 року в двох модифікаціях - AX7 і AX7L, оснащених 2,0-літровим чотирициліндровим бензиновим двигуном з турбонаддувом.

## Силовий агрегат
XUV700 пропонується з одним бензиновим і одним дизельним двигуном. Перший - 2,0-літровий чотирициліндровий турбований двигун mStallion, який розвиває 200 к.с. (147 кВт) і 380 Н⋅м. Дизельний варіант - 2,2-літровий чотирициліндровий турбодизель mHawk. Початковий варіант двигуна розвиває 155 к.с. (114 кВт) і 360 Н⋅м, тоді як агрегат у вищих версіях здатний розвивати 185 к.с. і 420 Н⋅м  (механічна коробка) або 450 Н⋅м (автоматична). Обидва двигуни доступні з 6-ступінчастою механічною та 6-ступінчастою автоматичною коробками передач, тоді як дизельний варіант з меншою потужністю буде доступний лише з механічною коробкою передач. Також доступний повнопривідний варіант.
Заявлена паливна ефективність ARAI становить 15 км/л та 17 км/л для бензинової та дизельної версії з механічною коробкою передач відповідно та 13 км/л та 16,5 км/л для бензинової та дизельної версії з автоматичною трансмісією відповідно.

## Безпека
XUV700 отримав 5 зірок за захист дорослого пасажира та 4 зірки за захист дитини в тестах Global NCAP 2021 року (ідентично Latin NCAP 2013 року). Випробуваний автомобіль відповідав базовій специфікації безпеки, був оснащений двома подушками безпеки, ABS та кріпленнями ISOFIX. Модель продемонструвала низький ризик травмування більшості ділянок тіла при фронтальному зіткненні та пройшла випробування на боковий удар згідно з вимогами ECE95.
У червні 2022 року XUV700 отримав нагороду Global NCAP Safer Choice за ефективність опціональної електронної системи курсової стійкості та захист пішоходів при ударі головою дорослого та дитини, а також при ударі гомілки дорослого відповідно до стандарту UN127.
| Результати Global NCAP (2021) |             |
| Зірки для дорослого пасажира  | 5/5 зірок   |
| Дорослий пасажир              | 16.03/17.00 |
| Зірки для дитини-пасажира     | 4/5 зірок   |
| Дитина-пасажир                | 41.66/49.00 |

## Нагороди
У 2022 році XUV700 отримав нагороду Autocar of the Year, а також Індійський автомобіль року 2022. XUV700 також отримав нагороду Global NCAP Safer Choice Award.